# 坂元裕二
坂元裕二（1967年5月12日—），日本知名編劇、作詞家。出身於大阪府。與演員森口瑤子在1998年結婚。

## 簡歷
坂元裕二畢業於奈良育英高等學校，在19歲時獲得富士電視台青年劇本大獎後正式出道成為編劇家。
1991年，以家喻戶曉的電視劇《東京愛情故事》成為知名編劇，其後，更以《我們的教科書》、《愛母罪》、《好好活下去》、《最棒的離婚》、《四重奏》、《大豆田永久子與三個前夫》及《初戀的惡魔》獲得七座日劇學院賞最佳劇本獎及橋田賞。
2011年，以《儘管如此也要活下去》獲得藝術選獎新人獎。
坂元擅長以細膩的視角描繪親情、婚姻和友情等日常人際關係的感人互動，一鏡到底的長台詞亦為其特色，劇中亦常出現感人的長文信件。
2016年4月開始執教東京藝術大學映像研究科。
2023年，以《怪物》獲得第76屆康城影展最佳劇本獎

## 編劇作品

### 電視劇
| 年份   | 劇名                                                 | 電視台     | 備註                                       |
| ------ | ---------------------------------------------------- | ---------- | ------------------------------------------ |
| 1989年 | 同·級·生                                             | 富士電視台 | 原作：柴門文                               |
| 1991年 | 東京愛情故事                                         | 富士電視台 | 原作：柴門文                               |
| 1992年 | 二十歲的約定                                         | 富士電視台 |                                            |
| 1994年 | 你說你想看到大海                                     | 富士電視台 |                                            |
| 1996年 | 請給我翅膀！                                         | 富士電視台 |                                            |
| 2002年 | 戀愛偏差值                                           | 富士電視台 | 原作：唯川惠；負責第三章〈討厭女友的女友〉 |
| 2003年 | 鬼鄰居                                               | 富士電視台 |                                            |
| 2004年 | 讓愛看得見                                           | 富士電視台 | 改編自佐田雅志《解夏》                     |
| 2004年 | 愛在聖誕節                                           | 富士電視台 |                                            |
| 2006年 | 西遊記                                               | 富士電視台 |                                            |
| 2006年 | 主播台女王                                           | 富士電視台 |                                            |
| 2007年 | 我們的教科書                                         | 富士電視台 |                                            |
| 2008年 | 我的野蠻女友                                         | TBS電視台  |                                            |
| 2008年 | 太陽與海的教室                                       | 富士電視台 |                                            |
| 2010年 | Chase～國稅查察官～                                  | NHK        |                                            |
| 2010年 | Mother                                               | 日本電視台 |                                            |
| 2010年 | 世界奇妙物語 20周年スペシャル・秋 〜人気作家競演編〜 | 富士電視台 | 原作：朱川湊人 第三話〈書籤之戀〉          |
| 2011年 | 再見我們的幼稚園                                     | 日本電視台 |                                            |
| 2011年 | 儘管如此也要活下去                                   | 富士電視台 |                                            |
| 2012年 | 敗中求勝吉田茂                                       | NHK        |                                            |
| 2013年 | 最棒的離婚                                           | 富士電視台 |                                            |
| 2013年 | Woman                                                | 日本電視台 |                                            |
| 2014年 | 馬賽克日本                                           | WOWOW      | 深夜劇，五集                               |
| 2014年 | 父親的背影 第二話：ウェディング·マッチ               | TBS電視台  | 單篇形式                                   |
| 2015年 | 問題餐廳                                             | 富士電視台 |                                            |
| 2016年 | 追憶潸然                                             | 富士電視台 |                                            |
| 2017年 | 四重奏                                               | TBS電視台  |                                            |
| 2018年 | anone                                                | 日本電視台 |                                            |
| 2020年 | Living                                               | NHK綜合    |                                            |
| 2021年 | 大豆田永久子與三個前夫                               | 關西電視台 |                                            |
| 2022年 | 初戀的惡魔                                           | 日本電視台 |                                            |

### 電影
| 年份   | 片名                 | 備註                                       |
| ------ | -------------------- | ------------------------------------------ |
| 1991年 | 就職戰線沒有異狀     | 負責劇本協力。原作：杉元伶一               |
| 1996年 | YU-RI ЮЛИИ           | 擔任導演、原作和編劇                       |
| 1998年 | TOKYO EYES           |                                            |
| 2004年 | 在世界的中心呼喊愛情 | 與行定勳、伊藤千尋共同編劇。原作：片山恭一 |
| 2006年 | GIMMY-HEAVEN         |                                            |
| 2007年 | 西遊記               |                                            |
| 2021年 | 花束般的戀愛         |                                            |
| 2023年 | 怪物                 |                                            |
|        |                      |                                            |

### 舞台劇
- Stand by Me（スタンド・バイ・ミー，1991年）
- 戀與革命（恋と革命，1992年、2009年）
- 朗讀劇　不歸的初戀、海老名休息站（朗読劇　不帰の初恋、海老名SA，2012年）
- 怎麼又回到這裡（またここか，2018年）

### 電子遊戲
- 絕命淒殺（エネミー・ゼロ，1996年，WARP，台詞編寫）
- 真實的聲音 風之遺憾（リアルサウンド 風のリグレット，1996年，WARP）
- 房間狂熱者 流淚的青春（ニュールーマニア ポロリ青春，1996年，SEGA）

### 動畫
- 怪 ayakashi〈天守物語〉（怪 〜ayakashi〜「天守物語」，2006年，富士電視台）

### 漫畫
- SKINLESS COWBOY（1994年，BIG COMIC SPIRTS，作畫：窪之內英策）

## 著書
- 東京愛情故事（東京ラブストーリー，1991年，小學館，劇本作品集）
- YU-RI（ユーリ，1996年，幻冬舎，電影劇本與詩集）
- 藍調 -Blue Note-（2003年，小學館PRODUCTION，藝術漫畫，與插畫家陳淑芬、平凡合作）

## 荣誉

### 日本勋章奖章
- 紫绶褒章（2023年4月29日公布[2]）

### 获奖
- 第53回日劇學院賞劇本獎（我們的教科書）
- 第26回向田邦子獎
- 第65回日劇學院賞劇本獎（Mother）
- 2010年東京國際戲劇節劇本獎（Mother）
- 2011年橋田獎本賞（Mother）
- 第70回日劇學院賞劇本獎（儘管如此也要活下去）
- 藝術選獎新人獎（日语：芸術選奨新人賞）（電視部門）
- 第76回日劇學院賞劇本獎（最棒的離婚）
- 第78回日劇學院賞劇本獎 第3位（Woman）
- 2016年第3回CONFiDENCE日劇大獎劇本獎（追憶潸然）
- 2017年第7回CONFiDENCE日劇大獎 劇本獎（四重奏）
- 2017年第92回日劇學院賞劇本獎（四重奏）
- 2017年CONFiDENCE日劇大獎2017年度最佳編劇獎（四重奏）
- 2018年第68回藝術選獎（日语：芸術選奨）文部大臣新人獎（日语：芸術選奨新人賞）（四重奏）
- 2021年第108回日劇學院賞劇本獎（大豆田永久子與三個前夫）
- 2021年第13回TAMA電影獎（日语：TAMA映画賞）特別獎（花束般的戀愛）
- 2022年第113回日劇學院賞劇本獎（初戀的惡魔）
- 2023年第76屆康城影展最佳劇本獎（怪物）

## 外部連結
- 坂元裕二的Instagram帳戶
- Yûji Sakamoto在互联网电影资料库（IMDb）上的資料（英文）